# Бужору (комуна)
Бужору (рум. Bujoru) — комуна у повіті Телеорман в Румунії. До складу комуни входить єдине село Бужору.
Комуна розташована на відстані 91 км на південний захід від Бухареста, 34 км на південний схід від Александрії.

## Населення
За даними перепису населення 2002 року у комуні проживали 1943 особи. Усі жителі комуни рідною мовою назвали румунську.
Національний склад населення комуни:
| Національність | Кількість осіб | Відсоток |
| -------------- | -------------- | -------- |
| румуни         | 1942           | 99,9%    |
| цигани         | 1              | 0,1%     |

Склад населення комуни за віросповіданням:
| Релігія      | Кількість осіб | Відсоток |
| ------------ | -------------- | -------- |
| православні  | 1898           | 97,7%    |
| адвентисти   | 41             | 2,1%     |
| не релігійні | 1              | 0,1%     |
| атеїсти      | 1              | 0,1%     |